# Haute École Léonard de Vinci
La Haute École Léonard de Vinci (HE Vinci) est un établissement d'enseignement supérieur reconnu et subventionné par la Communauté française de Belgique proposant 39 formations de types court (Bachelier), long (Master) et de spécialisations. Elle est également active dans la formation continue.   

## Campus
La Haute École Léonard de Vinci est située sur trois campus (deux à en région de Bruxelles-Capitale et un à Louvain-la-Neuve, Wallonie) :
- Woluwe (campus de l’Alma à Woluwé-Saint-Lambert)[4] ;
- Louvain-la-Neuve[5] ;
- Ixelles-Bruxelles (à proximité du Parlement européen)[6].

## Missions
Comme tous les établissements d'enseignement supérieur reconnus en Fédération Wallonie-Bruxelles, elle est active dans les trois missions assignées à l'enseignement supérieur : l'enseignement, dont la formation continue, la recherche et de nombreux services à la société. 
La Haute École emploie plus de 1000 travailleurs et son siège social est situé sur le territoire de la commune de  Woluwe-Saint-Lambert, en région Bruxelles-Capitale.

## Structure et gouvernance
La Haute École est structurée, depuis 2019, en trois secteurs qui regroupent les différentes formations. Ces secteurs sont:
- le secteur Santé ;
- le secteur Sciences humaines et sociales ;
- le secteur Sciences et techniques.

La Haute École fait partie de deux pôles académiques: le Pôle académique de Bruxelles et le Pôle Louvain.

## Fondation et histoire de l'institution[10]

### 1996
La Haute École Léonard de Vinci est créée en 1996 par six ASBL partenaires :
- l'ECAM Institut supérieur industriel ;
- l'École normale catholique du Brabant Wallon-Institut d’enseignement supérieur pédagogique (ENCBW-IESP) ;
- l'Institut d'Enseignement supérieur Parnasse-Deux Alice (IESP2A) ;
- l'Institut libre Marie Haps ;
- l'Institut Paul Lambin (IPL) ;
- l'Institut supérieur d'enseignement infirmier (ISEI).

### 2012
Les ASBL Institut Parnasse-Deux Alice (IESP2A) et ISEI sont dissoutes pour constituer une nouvelle ASBL : le PARNASSE-ISEI.

### 2015
Le 1er décembre 2015, la HE Vinci franchit une étape supplémentaire dans l'évolution de sa structure, en procédant à la « fusion » des cinq instituts partenaires.
Le département de traduction-interprétation de l'Institut libre Marie Haps se dissocie de la Haute École pour devenir une faculté de l'université Saint-Louis - Bruxelles. L'Institut Marie Haps et la nouvelle faculté de traduction et interprétation Marie Haps se partagent toujours le même campus à Ixelles.

### 2019
En 2019, l'ECAM est transféré vers la Haute École Groupe ICHEC - ISC Saint-Louis - ISFSC, qui se renomme Haute École « ICHEC-ECAM-ISFSC »,.
Cette année-là aussi, les instituts disparaissent formellement pour laisser la place à une haute école organisée en trois secteurs : le secteur de la santé, le secteur des sciences humaines et sociales et le secteur des sciences et techniques.
La gouvernance de la HE Vinci est revue en profondeur afin de faire évoluer l’organisation et son mode de fonctionnement.